# 华美小蚁蛛
华美小蚁蛛（学名：Micaria dives）为平腹蛛科小蚁蛛属的动物。在中国大陆，分布于山西、河北等地，一般栖息于草丛以及石下。